# Phyllanthus ussuriensis
Phyllanthus ussuriensis là một loài thực vật có hoa trong họ Diệp hạ châu. Loài này được Rupr. & Maxim. miêu tả khoa học đầu tiên năm 1857.